# Besoldungsempfänger
Besoldungsempfänger ist in Deutschland ein Sammelbegriff für natürliche Personen, die Anspruch auf Besoldung nach dem Bundesbesoldungsgesetz (BBesG) oder den Besoldungsgesetzen der Länder haben. Besoldungsempfänger sind Beamte und Richter des Bundes und der Länder sowie Soldaten. Ausgenommen sind Ehrenbeamte und ehrenamtliche Richter. Sie erhalten eine nach dem Grundgesetz verfassungsrechtlich garantierte Alimentation nach den hergebrachten Grundsätzen des Berufsbeamtentums auf gesetzlicher Grundlage. 
Empfänger von Amtsbezügen sind den Besoldungsempfängern ähnlich.  Keine Besoldungsempfänger hingegen sind Arbeitnehmer im öffentlichen Dienst (Tarifbeschäftigte). Sie erhalten ein Entgelt nicht auf gesetzlicher, sondern privatrechtlicher Grundlage im Rahmen eines Arbeits- und/oder Tarifvertrags. Das Entgelt stellt den Gegenwert der erbrachten Arbeitsleistung dar, wohingegen die Besoldung nicht in direktem Zusammenhang mit der erbrachten Dienstleistung steht, sondern mit dem öffentlich-rechtlichen Dienst- und Treueverhältnis.